# Lista över svenska minimala par mellan sj- och tj-ljudet
I svenskan skiljer man mellan sj-ljudet och tj-ljudet. Detta är en lista över minimala par, ord som har identiskt uttal med undantag för distinktionen mellan sj- och tj-ljuden. Under denna följer även en lista med minimala ordpar (eller kandidater till sådana) mellan dessa och näraliggande ljud med oklar fonematisk ställning i svenskan, som [ʂ], tonlös retroflex frikativa och [ʃ], tonlös postalveolar frikativa.
| Sj-ljudet       | Tj-ljudet        | Noter sj                                                   | Noter tj                                                        |
| --------------- | ---------------- | ---------------------------------------------------------- | --------------------------------------------------------------- |
| sjabbig         | tjabbig          | ovårdad                                                    | snacksalig, taskig, missunnsam                                  |
| schack          | tjack            |                                                            | knark, amfetamin (slang)                                        |
| schacka         | tjacka           |                                                            | köpa (slang)                                                    |
| sjaskig         | tjaskig          | smutsig                                                    | elak, taskig                                                    |
| sked            | ked              |                                                            | led, ledsam, mödosam (dialektalt)                               |
| skäfta          | käfta            | förse med skaft                                            | smågräla, säga emot                                             |
| skäftig         | käftig           | fyrskaftad (om vävnad) (gammalt)                           | smågrälsjuk: uppkäftig säger emot trots lägre ställning/kunskap |
| skäck           | tjeck/check/käck |                                                            |                                                                 |
| skäkt           | käckt            | judisk slakt                                               |                                                                 |
| skäll           | tjäll/Kjell      | vattnig, fadd; kraftlös; blåsur; ovett, hård tillsägning   | ringa boning (gammalt)/mansnamn                                 |
| skela           | kela             |                                                            |                                                                 |
| stjälkar        | kälkar           |                                                            |                                                                 |
| skälla          | källa            |                                                            |                                                                 |
| skällare        | källare          | om hund                                                    |                                                                 |
| skelas          | kelas            | passivum av skela                                          | kela med varandra (vardagligt)                                  |
| skällt          | kält             |                                                            | upprepat småtjat (dialektalt)                                   |
| schema          | kema             |                                                            | kemtvätta (vard.)                                               |
| skena           | tjena            |                                                            | hej, hejsan (vard.)                                             |
| skända          | kända            |                                                            |                                                                 |
| skepp           | käpp             |                                                            |                                                                 |
| skärra          | kärra            | skrämma upp                                                |                                                                 |
| skärv / Skärv   | kärv             | mynt med lågt värde / ortsnamn                             | trög                                                            |
| skärva          | kärva            |                                                            |                                                                 |
| skärvar         | kärvar           | plural av skärv                                            |                                                                 |
| sjätte          | kätte            |                                                            |                                                                 |
| skina           | Kina             |                                                            |                                                                 |
| skinna          | Kinna            | göra pank                                                  |                                                                 |
| skinka          | kinka            |                                                            |                                                                 |
| skivas          | kivas            |                                                            |                                                                 |
| sjuder          | tjuder           |                                                            | anordning för att binda fast kreatur                            |
| skjut           | tjut             |                                                            |                                                                 |
| skjuta          | tjuta            |                                                            |                                                                 |
| skjuva          | tjuva            |                                                            |                                                                 |
| skyl            | kyl              | grupp sädeskärvar ordnade för torkning                     |                                                                 |
| skyla           | kyla             |                                                            |                                                                 |
| skyller         | kyller           |                                                            |                                                                 |
| sjyst           | kysst            |                                                            |                                                                 |
| skytt           | kytt             |                                                            | plötslig höjdförändring för flygplan                            |
| chock           | tjock            |                                                            |                                                                 |
| chocka          | tjocka           |                                                            |                                                                 |
| chocken         | tjocken          |                                                            | på tjocken gravid                                               |
| själ/skäl       | käl              |                                                            | typ av urhålkad kantprofil (i ram/bräda)                        |
| stjäla          | tjäla            |                                                            | bli frusen                                                      |
| själar          | tjälar           |                                                            |                                                                 |
| skär            | kär              |                                                            |                                                                 |
| skära           | tjära/kära       |                                                            |                                                                 |
| skärare         | kärare           | ngn som (i yrket) skär; genomskärare                       |                                                                 |
| skärande        | kärande          |                                                            |                                                                 |
| stjärn          | tjärn            |                                                            |                                                                 |
| stjärna         | kärna            |                                                            |                                                                 |
| stjärnexplosion | kärnexplosion    |                                                            |                                                                 |
| stjärnhus       | kärnhus          |                                                            | en frukts hårdare del med kärnor                                |
| stjärnig        | kärnig           | stjärnig himmel                                            | kärnfull; i sammansättning: 6-kärnig processor                  |
| skärning        | tjärning         |                                                            |                                                                 |
| stjärnskott     | kärnskott        |                                                            | tätaste delen av ett hagelskott                                 |
| sköl            | köl              | smal zon av skiffrig bergart                               |                                                                 |
| sköld           | köld             |                                                            |                                                                 |
| skön            | kön              |                                                            |                                                                 |
| skönsmässig     | könsmässig       | ungefärlig, subjektiv                                      | könsmässig diskriminering                                       |
| skör            | kör              |                                                            | i ett kör hela tiden                                            |
| sköra           | köra             |                                                            |                                                                 |
| skörare         | körare           |                                                            | fortkörare; långkörare (om föreställning); häftig stöt; vindby  |
| skörd           | körd             |                                                            |                                                                 |
| skörda          | körda            |                                                            |                                                                 |
| sköt            | tjöt             | nät för strömmingsfiske (dialektalt); preteritum av skjuta |                                                                 |
| sköta           | tjöta            |                                                            | snacka (göteborgsslang)                                         |
| skött           | kött             |                                                            |                                                                 |
| skötta          | kötta            |                                                            | tränga (sig); ta i (slang)                                      |

## Närliggande ljud
| Sj-ljudet | ʂ/ʃ/?        | Tj-ljudet | Noter sj | noter ʂ/ʃ/?                        | Noter tj                                |
| --------- | ------------ | --------- | -------- | ---------------------------------- | --------------------------------------- |
| mach      | mars, marsch |           |          |                                    |                                         |
|           | shah         | tja       |          | uttalas med traditionellt sj-ljud? | uttrycker tveksamhet: tja, inte så illa |
| skärpa    | sherpa       |           |          | uttalas med traditionellt sj-ljud? |                                         |
| skick     | chic         |           |          |                                    |                                         |
| skilling  | shilling     |           |          |                                    |                                         |

## Fotnoter
1. ↑  Detta språkljud, tonlös retroflex frikativa, omnämns ofta som ett sj-ljud. Brist på minimala ordpar mellan tj-ljudet och tonlös retroflex frikativa kan dock tyda på att dessa två ljud i stället kan höra till samma fonem, trots att de två ljuden låter ganska olika i många dialekter.